# When Sweet Sleep Returned
Albums de Assemble Head in Sunburst Sound
Ekranoplan
(2007)
When Sweet Sleep Returned est un album du groupe de rock psychédélique Assemble Head in Sunburst Sound, sorti en 2009.

## Liste des pistes
1. Two Stage Rocket - 3:27
2. Two Birds - 7:37
3. Drunken Leaves - 4:18
4. The Slumbering Ones - 4:50
5. Kolob Canyon - 5:55
6. By the Ripping Green - 5:07
7. Clive and the Lyre - 3:51
8. End Under Down - 5:36